# Iure uxoris
Iure uxoris, također kao jure uxoris (prema latinskom izrazu u značenju "po pravu supruge"), latinski pravni termin koji označava pravo muškarca da upravlja teritorijem i nosi plemićki naslov koji je naslijedila njegova žena po osobnom pravu nasljeđivanja (sui iuris). Prema tom pravu, suprug je ostvario vlast nad ženinom imovinom.
Suprug i supruga su u načelu vladali zajedno, ali je vrlo često nakon vjenčanja sva vlast pripala suprugu. Ponekad bi suprugu bio osporen naslov i posjed nakon ženine smrti ukoliko ne bi imali djece, ali češće se znalo događati da muž zadrži plemićki naslov i posjed koji bi onda nasljedio muški potomak koji bi imao s drugom suprugom.

## Poznatiji primjeri
- Rudolf, kralj Franačke - od 921. godine iure uxoris kralj Franačke po pravu supruge Eme
- Gvido Lizinjanski - od 1186. godine iure uxoris kralj Jeruzalema po pravu supruge Sibile
- Fridrik II., jeruzalemski kralj - od 1225. godine iure uxoris kralj Jeruzalema po pravu supruge Izabele II.
- Filip III., kralj Navare - od 1318. godine iure uxoris kralj Navare po pravu supruge Ivane II.
- Žigmund, car Svetog Rimskog Carstva - od 1385. godine iure uxoris kralj Ugarske, Hrvatske i Slavonije po pravu supruge Marije
- Vladislav II. Jagelović - od 1385. godine iure uxoris kralj Poljske po pravu supruge Jadvige
- Filip II., španjolski kralj - od 1554. iure uxoris kralj Engleske po pravu supruge Marije